# Thomas Carew, 1. Baronet
Sir Thomas Carew, 1. Baronet (getauft 21. Juni 1632; † nach 13. September 1673) war ein englischer Adliger und Politiker, der einmal als Abgeordneter für das House of Commons gewählt wurde.

## Herkunft und Ausbildung
Thomas Carew entstammte der Familie Carew von Haccombe, einer Familie der Gentry von Devon. Er war der älteste Sohn von Thomas Carew († 1656) und dessen Frau Anne Clifford. 1649 lernte er zunächst Rechtskunde am Middle Temple in London, ehe er ab November 1650 am Exeter College in Oxford studierte. 1653 machte er einen Abschluss als Bachelor, und im Juni 1655 schloss er sein Studium als Master of Arts ab.
Nach dem Tod seines Vaters, der keine öffentlichen Ämter wahrgenommen hatte, erbte Carew 1656 dessen Besitzungen, darunter Haccombe House bei Newton Abbot. Während der Stuart-Restauration wurde er im März 1660 Friedensrichter von Devon. Dazu wurde er mitverantwortlich für die Aufstellung der Miliz in Devon, er selbst wurde im April zum Hauptmann der Miliz ernannt. Bei der Unterhauswahl 1661 wurde er wohl durch den Einfluss seines Schwiegervaters Sir Henry Carew zum Abgeordneten für das Borough Tiverton gewählt. Am 2. August 1661 wurde ihm der erbliche Adelstitel eines Baronet, of Haccombe in the County of Devon, verliehen. Als aktives Mitglied des sogenannten Cavalier Parliament war er Mitglied in 23 Ausschüssen, dazu wurde er 1664 Geschworener am Assize Court von Exeter. Seinem einflussreichen Cousin Sir Thomas Clifford hatte er offensichtlich zu verdanken, dass er 1668 als Gentleman of the Privy Chamber Mitglied des königlichen Haushalts wurde und dafür eine stattliche jährliche Pension von £ 400 erhielt. Ab 1670 diente er als Deputy Lieutenant von Devon. Dennoch galt er 1669 im House of Commons nicht als Unterstützer der Regierung. Während des dritten Englisch-Niederländischen Seekriegs erhielt er 1672 ein einträgliches Amt im Prisenbüro in Plymouth. Dennoch hinterließ er bei seinem Tod im September 1673 nur ein Barvermögen von £ 480, dagegen aber beträchtliche Schulden in Höhe von über £ 1000.

## Familie und Nachkommen
Bereits um 1650 hatte Carew Elisabeth, eine Tochter von Sir Henry Carew von Bickleigh Castle und dessen Frau Dorothy Mohun geheiratet. Seine Frau wurde eine Miterbin ihres Vaters, mit ihr hatte er drei Söhne und drei Töchter. Nach dem Tod seiner ersten Frau heiratete er nach dem 20. Juni 1672 in zweiter Ehe Martha Duck, die Witwe von Nicholas Duck von Mount Radford und Tochter und Miterbin von Arthur Duck aus South Cadbury in Somerset. Mit ihr hatte er eine Tochter. Sein Erbe wurde sein Sohn Henry Carew, 2. Baronet (um 1654–1695) aus seiner ersten Ehe.